# مانشستر (نيويورك)
مانتشستر (نيويورك) (بالإنجليزية: Manchester, New York)‏ هي بلدة أمريكية تقع في الولايات المتحدة في نيويورك (ولاية). يقدر عدد سكانها بـ 9,395 نسمة .